# Isaiah Ross
Isaiah Ross (6 de noviembre de 1981 en Elk Grove, California) es un jugador profesional de fútbol americano que juega la posición de guardia. Actualmente es agente libre. Firmó con San Diego Chargers como agente libre en 2004. Jugó como colegial en Nevada.
También participó en Frankfurt Galaxy en la NFL Europa, Nashville Kats y New Orleans VooDoo en la Arena Football League, New Orleans Saints, Minnesota Vikings y Washington Redskins en la National Football League y California Redwoods en la United Football League.